# Monte (Funchal)
Monte es una freguesia portuguesa del concelho de Funchal, con 18,65 km² de superficie y 7.444 habitantes (2001). Su densidad de población es de 399,1 hab/km².

## Patrimonio
- Jardín Tropical de Monte Palace.
- Santuario de Nuestra Señora de Monte
- Ermita de Nuestra Señora de la Concepción.
- Jardín Botánico de Madeira.